# میتچل (دهانه)
میتچل یک دهانه برخوردی در ماه‌ است.

## دهانه‌های اقماری
این دهانه ۲ دهانه اقماری دارد.
| Mitchell | عرض جغرافیایی | طول جغرافیایی | قطر         |
| -------- | ------------- | ------------- | ----------- |
| B        | ۴۸.۳° N       | ۱۹.۳° E       | ۶.۰ کیلومتر |
| E        | ۴۷.۶° N       | ۲۱.۷° E       | ۸.۰ کیلومتر |